# هرمان ساسي
هرمان ساسي (بالألمانية: Hermann Sasse)‏ (و. 1895 – 1976 م) هو عالم عقيدة، وأستاذ جامعي ألماني، ولد في زونهفالدة، توفي في أديلايد، عن عمر يناهز 81 عاماً.

## التعليم
تعلم في Hartford International University for Religion and Peace ‏
.

## جوائز
حصل على جوائز منها:
- نيشان استحقاق صليب الضباط لجمهورية ألمانيا الاتحادية
- نيشان استحقاق صليب الضباط لجمهورية ألمانيا الاتحادية